# Gewone tabaksplant
De tabaksplant (Nicotiana tabacum) is de eenjarige plant waarvan tabak gewonnen wordt. De tabaksteelt is een eenjarige teelt die op grote plantages plaatsvindt. 

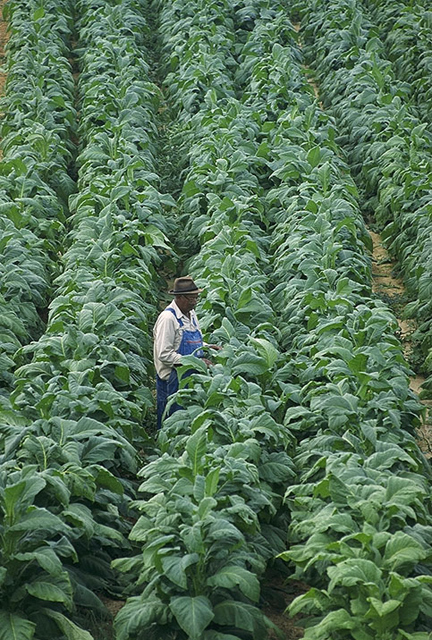
Tabaksteelt
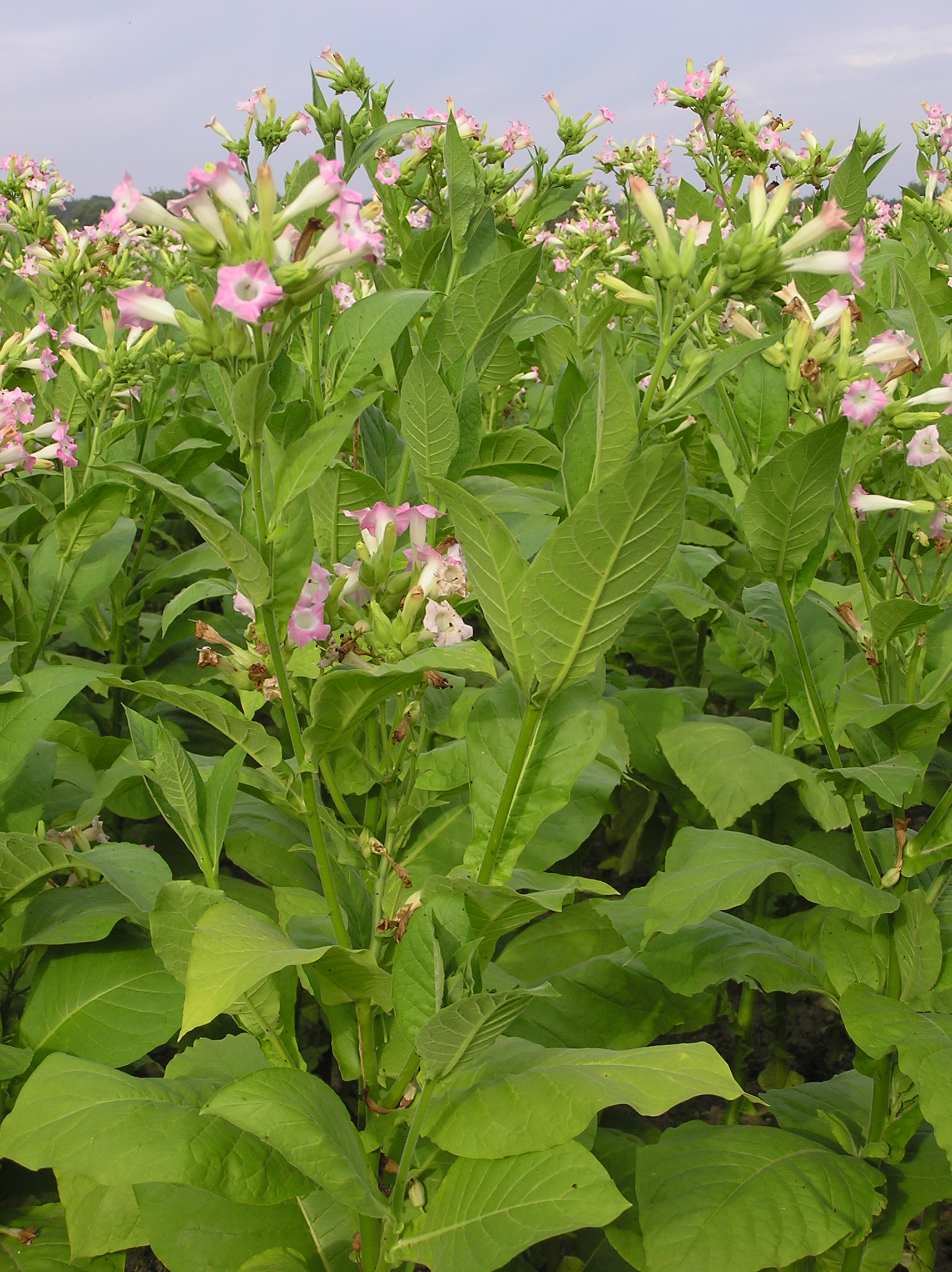
Bloeiende planten
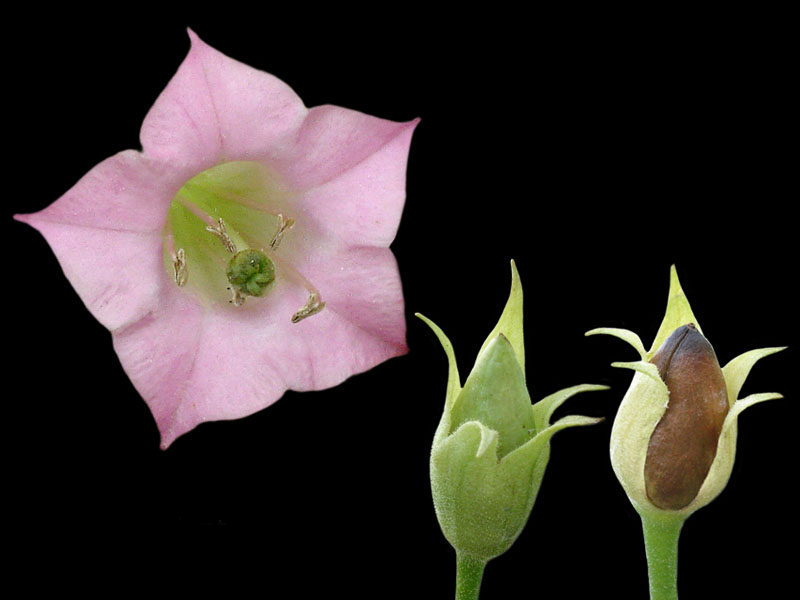
Bloem en vrucht